# Theodor Möbius
August Theodor Möbius, född den 22 juni 1821 i Leipzig, död där den 25 april 1890, var en tysk språkforskare.

## Biografi
Theodor Möbius var son till August Ferdinand Möbius.
Han blev 1852 privatdocent samt var 1859–1865 extra ordinarie professor i skandinaviska språk vid Leipzigs universitet och 1865–1889 professor i nordisk litteratur i Kiel. Han skrev Ueber die ältere isländische Saga (1852), Ueber die altnordische Philologie im skandinavischen Norden (1864), Ueber die altnordische Sprache (1872) och Dänische Formenlehre (1871).
Han utgav vidare Altnordisches Glossar (1866), de båda bibliografiska arbetena Catalogus librorum islandicorum et noruegicorum ætatis mediæ (1856) och Verzeichniss der auf dem Gebiete der altnordischen Sprache und Literatur von 1855 bis 1879 erschienenen Schriften (1880), vilka tillsammans utgör en fullständig förteckning på den intill 1879 utgivna fornnordiska litteraturen.
Möbius publicerade även flera isländska texter, såsom Analecta norroena (1859; 2:a upplagan 1877), Edda Sæmundar (1860), Fornsögur (tillsammans med Guðbrandur Vigfússon; samma år), Málsháttakvæði (1873), Íslendingadrápa (1874), Snorre Sturlassons Háttatal (1879–1881) samt Saga Kormaks (1886).